# Cepcewicze Wielkie
Cepcewicze Wielkie (Великі Цепце́вичі) – wieś na Wołyniu, we włodzimierzeckim rejonie, w rówieńskim obwodzie. Wieś liczy 2837 mieszkańców.

## Historia
Wieś powstała w 1577 roku. Na początku XIX wieku należała do Michała Urbanowskiego, później do Adama Poniatowskiego 
i Mariana Chamca. Według Słownika geograficznego Królestwa Polskiego wieś liczyła 160 domów i 320 mieszkańców, znajdowała się tu cerkiew i młyn. Po wojnie polsko-bolszewickiej wieś znalazła się w granicach Polski. W okresie międzywojennym najpierw należała administracyjnie do województwa poleskiego, a od roku 1930 do wołyńskiego.
Według spisu ludności z 1897 roku wieś liczyła 1209 mieszkańców, 103 było wyznania protestanckiego. Natomiast według spisu ludności z 1921 roku mieszkało tu 1207 osób, w tym 105 osób podało wyznanie rzymskokatolickie i narodowość polską, 1048 – wyznanie prawosławne i narodowość rusińską, 1 osoba podała narodowość niemiecką i wyznanie ewangelickie, 53 osób podało wyznanie mojżeszowe i narodowość żydowską.
W okresie międzywojennym powstał tu zbór zielonoświątkowy.

## Urodzeni w Cepcewiczach Wielkich
- Józef Maria Poniatowski – polski ekonomista, poseł w II RP,  minister spraw krajowych w Rządzie RP na Uchodźstwie (1972–1976)[6].

## Zabytki
- Pałac w Cepcewiczach Wielkich